# Разъезд № 89 (187 км)
Разъезд № 89 (187 км) — посёлок в Аргаяшском районе Челябинской области России. Входит в состав Аязгуловского сельского поселения.

## История
Поселок основан в конце 19 века для рабочих строивших железную дорогу на Екатеринбург

## География
Расположен в северо-западной части района, на берегу реки Зюзелги. Около посёлка находится остановочный пункт ЮУЖД 187 километр. Посёлок расположен в 23 км от центра села Аргаяш.
Улица одна — Станционная улица.

## Население
| 2002 | 2010 |
| ---- | ---- |
| 18   | ↗19  |

В 1956 — 88, в 1959 — 68, в 1970 — 25, в 1983 — 30, в 1995 — 23 жителей.

## Инфраструктура
Путевое хозяйство Южно-Уральской железной дороги. Действует остановочный пункт 187 километр

## Транспорт
Просёлочные дороги. 
Автомобильный и железнодорожный транспорт.